# Saraiu
Saraiu is een Roemeense gemeente in het district Constanța.
Saraiu telt 1394 inwoners.